# 贾里德·费莫斯
贾里德·杰尔姆·费莫斯（英語：Jarrid Jerome Famous，1988年7月16日—）為美國男子籃球運動員，就讀南佛罗里达大学兩年以後，2011年投入NBA选秀但落選，费莫斯從斯洛伐克開始展開職業生涯，2012年4月全国男子篮球联赛四川蓝鲸與费莫斯完成簽約，5月中旬费莫斯因表現不佳被球隊釋出。2014年9月费莫斯因家庭因素未與秋田北部喜悅完成簽約，之後加入江蘇龍，10月底被球隊釋出。2015年10月中国男子篮球职业联赛福建鲟與费莫斯簽約，费莫斯替福建鲟出賽七場後被傑瑞米·泰勒取代，2015年12月费莫斯到超級籃球聯賽裕隆納智捷試訓，最終與智慧完成簽約。
费莫斯歸化黎巴嫩，曾代表黎巴嫩征戰國際賽。

## 外部連結
- 贾里德·费莫斯在fiba.basketball（英语）
- 贾里德·费莫斯在Basketball-Reference.com（NBA）（英语）
- 贾里德·费莫斯在Basketball-Reference.com（NBA G聯盟）（英语）
- 贾里德·费莫斯在Basketball-Reference.com（國際）（英语）
- 贾里德·费莫斯在Sports-Reference.com（NCAA）（英语）
- 贾里德·费莫斯在Eurobasket.com（球員）（英语）
- 贾里德·费莫斯在Proballers（英语）
- 贾里德·费莫斯在RealGM（英语）